# 蕃地 (臺東郡)
臺東廳臺東郡蕃地於昭和十二年（1937年）成立，原為大武支廳蕃地，轄區包括今臺東縣金峰鄉（不含新興村、正興村與賓茂村）、達仁鄉、蘭嶼鄉與部分卑南鄉（溫泉村、東興村與部分利嘉村）。

## 行政區劃
轄域內分為：
- 今卑南鄉：
  - 大南社

- 今金峰鄉：
  - マビカル社（近黄）、ナポナポ社（那保那保，1942年併入近黃）、トビロウ社（托畢錄，1942年併入近黃）、ツダカス社（庫塔卡斯，1942年～1943年併入近黃）、パウモリ社（杷宇森／包盛，1943年部分併入新園）、ビララウ社（密老老／比魯，1943年部分併入新園）、トリトリ社（斗里斗里，1943年部分併入新園）、チヨコゾル社（松武洛）、カラタラン社（卡拉達蘭／介達）、カアロワン社（卡阿路灣／嘉蘭）、マリドツプ社（麻勒得伯）、バジヨロ社（巴糾羅）、トロコワイ社（1939年併入巴糾羅）、マリブル社（麻利霧）、ジヨモル社（覺摩洛/賓茂）、ボケツ社（1933年併入賓茂）、トコブルイビリ社（都飛魯，1941年併入賓茂）、トコゴ社（讀古梧）、ルラクシ社（魯拉克斯／歷坵）、クダカス社（1934年併入大谷）、トアカウ社（大狗）

- 今達仁鄉：
  - タリリク社（大里力/大谷）、タイハンロク社（大板鹿/臺坂）、チヨコブリ社（就固伏勒，1932年併入大板鹿）、カケラブチヤン社（卡給拉夫查尼，1942年併入大板鹿）、トコトコワン社（得固得固灣，1933年併入卡給拉夫查尼）、ラリパ社（拉里吧）、トアバル社（土阿巴魯／土坂）、パリブガイ社（巴里布該）、タバカス社（大蟒鴨）、カクプラン社（阿烏福蘭）、チョカクライ社（六禮灣／紹家）、テノコ社（地努固，1932年併入六禮灣）、東テパパオ社（東大茅茅）、西テパパオ社（西大茅茅）、コアロン社（姑子崙）、キナバリヤン社（加拉盎多灣）、ポリガツト社（埔里雅）、出水坡社（1943年併入歷坵）、チヤチヤガトアン社（茶茶牙頓，1932年～1943年併入出水坡與歷坵）、アロエ社（阿塱衛/安朔）

- 今蘭嶼鄉：
  - ヤユー社（椰油）、イワタス社、イラタイ社（漁人）、イマウルツル社（紅頭）、イワギヌ社（野銀）、イラヌミリク社（東清）、イララライ社（朗島）

## 設施

### 主要駐在所
- 知本越嶺道路：大南駐在所→追分駐在所→見晴駐在所→深山駐在所→霧山駐在所→知本山駐在所（→高雄州屏東郡蕃地）

- 浸水營越嶺道路：クワルン（姑子崙）駐在所→出水坡駐在所→コリパボノ駐在所→浸水營駐在所（→高雄州潮州郡蕃地）

### 教育
- 今卑南鄉：
  - 大南蕃童教育所（今臺東縣立大南國民小學）

- 今金峰鄉：
  - 近黃蕃童教育所（今臺東縣立新興國民小學）[1]:375
  - カラタラン蕃童教育所（今臺東縣立介達國民小學）[1]:371
  - ビララウ蕃童教育所（後為臺東縣立比魯國民小學）[1]:371、372
  - カアロワン蕃童教育所（今臺東縣立嘉蘭國民小學）[1]:368
  - バジヨロ蕃童教育所（1943年裁撤）[1]:369、370
  - ジヨモル蕃童教育所（今臺東縣立賓茂國民小學）[1]:378

- 今達仁鄉：
  - タリリク蕃童教育所（後為臺東縣立安朔國民小學森永分班）
  - タイハンロク蕃童教育所（今臺東縣立台坂國民小學）
  - トアバル蕃童教育所（今臺東縣立土坂國民小學）
  - チョカクライ蕃童教育所（今臺東縣立安朔國民小學新化分校）
  - タバカス蕃童教育所（1942年裁撤）
  - 出水坡蕃童教育所（1943年裁撤）
  - チヤチヤガトアン蕃童教育所（1943年裁撤）
  - アロエ蕃童教育所（今臺東縣立安朔國民小學）

- 今蘭嶼鄉：
  - 紅頭嶼蕃童教育所（今臺東縣立蘭嶼國民小學）
  - イラヌミリク教育所（今臺東縣立東清國民小學）

### 神社
- 今卑南鄉：
  - 大南社（1930年2月13日鎮座）[2]:334

- 今金峰鄉：
  - カラタラン祠（1933年3月31日鎮座）
  - 北大武山祠（1942年4月23日鎮座）[2]:358

- 今達仁鄉：
  - 大板鹿祠
  - トアバル祠
  - タバカス祠（1932年1月鎮座）[2]:339
  - チヨカクライ祠（鎮座日期不詳）[2]:340
  - 出水坡祠（1926年左右鎮座）[2]:338